# Gugu Liberato
Antônio Augusto Moraes Liberato (São Paulo, 10 de abril de 1959 – Orlando, 21 de novembro de 2019), mais conhecido como Gugu Liberato ou Gugu, foi um apresentador, radialista, jornalista, empresário, ator, cantor e produtor brasileiro.
Filho de imigrantes portugueses, na adolescência Gugu escrevia cartas para Silvio Santos sugerindo programas, que terminou por contratá-lo. Começou na televisão aos quatorze anos como assistente de produção do programa Domingo no Parque, apresentado por Silvio Santos no SBT.
Estreou seu primeiro programa em 1981. No ano seguinte, começou a apresentar o Viva a Noite, que foi seguido pelo Sabadão Sertanejo, Domingo Legal e Gugu. Seu último trabalho na TV foi o talent show Canta Comigo. Gugu era considerado um dos mais consagrados apresentadores da história da televisão brasileira.
Em 20 de novembro de 2019, Gugu sofreu uma queda em sua casa em Orlando, na Flórida, Estados Unidos. No hospital, seus familiares solicitaram que um médico brasileiro, amigo da família, viajasse até o local para avaliar o quadro clínico, para então decidir como proceder diante de tal situação. A morte de Gugu foi confirmada no dia seguinte.

## Juventude
Nascido em 10 de abril de 1959, Gugu era o filho mais jovem do caminhoneiro Augusto Claudino Liberato (1921–2009) e da vendedora de roupas Maria do Céu Morais (1929), ambos imigrantes portugueses do distrito de Bragança na região de Trás-os-Montes. O apresentador cursou um ano de Odontologia na Universidade de Marília, mas desistiu a pedido de Silvio Santos, formando-se em Jornalismo na Faculdade Cásper Líbero, um curso cujas mensalidades foram pagas pelo próprio Silvio.

## Carreira televisiva

### 1981–2009: Carreira no SBT

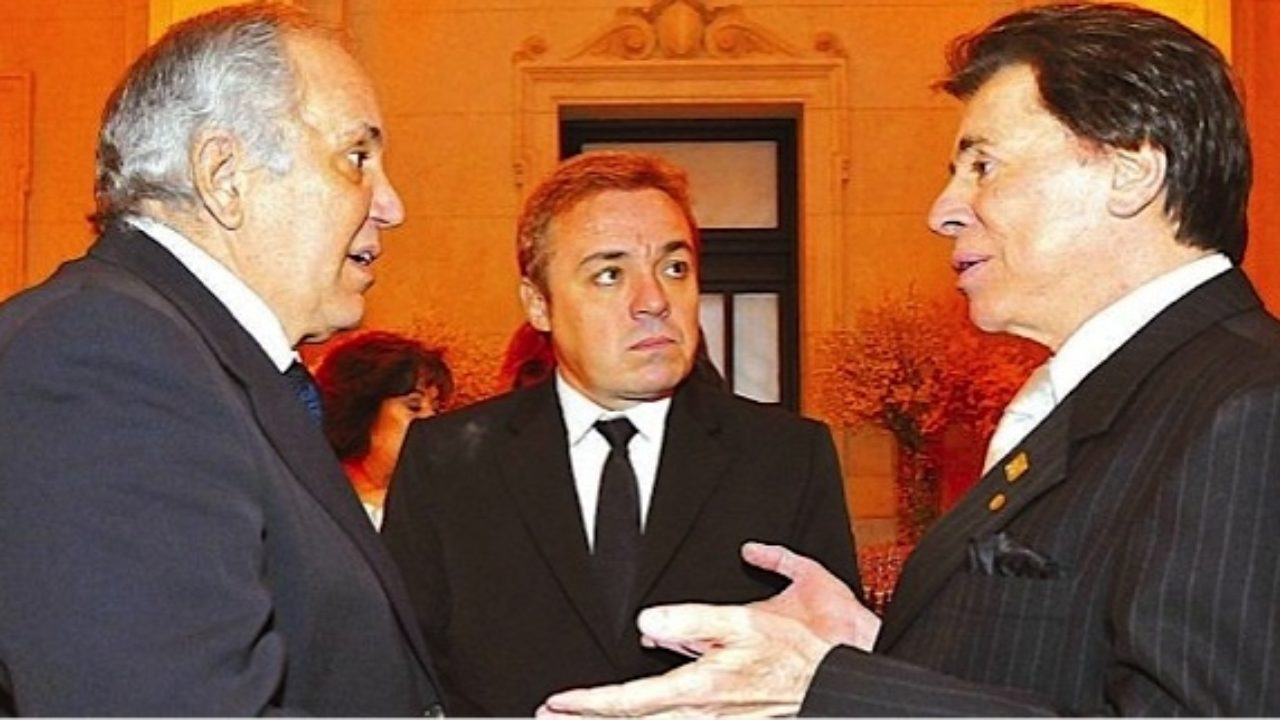
Homero Salles, Gugu Liberato e Silvio Santos.

O início da carreira na televisão foi ainda na adolescência, aos quatorze anos, como assistente de produção do programa Domingo no Parque, apresentado por Silvio Santos no início da década de 1970. Gugu usava as horas de folga do serviço para escrever cartas com sugestões de brincadeiras ao dono do SBT. A iniciativa abriu a porta para sua primeira oportunidade na emissora de Abravanel.
Um de seus primeiros programas, em 1981, foi a Sessão Premiada paulista — a versão carioca era apresentada por Paulo Barboza. Em 1982, Silvio Santos pediu que Nelly Raymond, uma importante diretora argentina, criasse um programa para os sábados à noite. Era o Viva a Noite, que no início era dividido em várias partes, e apresentado também por nomes como Ademar Dutra, Mariette Detotto e Jair de Ogum. Depois de algumas mudanças de formato, Gugu permaneceu sozinho no comando do programa, posteriormente dirigido por Homero Salles. Ao mesmo tempo que comandava o Viva a Noite, Gugu permaneceu por algum tempo dirigindo o Domingo no Parque e como editor do boletim Semana do Presidente, que era veiculado nos intervalos entre os quadros do Programa Silvio Santos.
Depois do sucesso do grupo Menudo, famoso pela música “Não Se Reprima”, que foi exaustivamente promovido pelo programa Viva a Noite em 1984, lançou grupos musicais brasileiros do mesmo formato, como Dominó e Polegar, se tornando um empresário de sucesso. Sua produtora, a GGP, é responsável pela gravação de comerciais, programas e séries. Em agosto de 1987, no auge do sucesso do programa, Gugu assinou um contrato com a Rede Globo. Porém, no sábado de Carnaval de 1988, Silvio Santos foi pessoalmente à sala do dono da emissora carioca, Roberto Marinho, no jornal O Globo, pedir a liberação do apresentador para permanecer no SBT. Silvio iria se submeter a uma delicada cirurgia e fez uma proposta milionária a Gugu, oferecendo-lhe grande parte da programação dominical. Para se ter uma ideia, o salário do apresentador aumentou em dez vezes, fora os ganhos com publicidade. Gugu estreou nos domingos do SBT em 17 de abril de 1988, apresentando sozinho os quadros Passa ou Repassa e Cidade contra Cidade. Gugu também dividiu com Silvio Santos a apresentação do Roletrando. Em 30 de outubro de 1988, estreou o quadro TV Animal. Mesmo apresentando parte da programação dominical, Gugu manteve-se à frente de atrações no sábado à noite, principalmente com programas musicais como o Sabadão Sertanejo. O maior sucesso, porém, veio com o Domingo Legal, que rivalizava exatamente com o Domingão do Faustão, programa ironicamente criado para ser seu. A concorrência, em fins dos anos 1990, foi durante muito tempo favorável a Gugu, que encerrou a década com picos acima de 40 pontos de audiência.
No dia 25 de junho de 2009, deixou o SBT e assinou um contrato de oito anos com a RecordTV. Com um salário mensal de três milhões de reais, viria a comandar um programa dominical na emissora de Edir Macedo. Também tinha previsto um programa de entrevistas no canal de notícias Record News e um programa na Record Internacional.

### 2009–19: Carreira na RecordTV

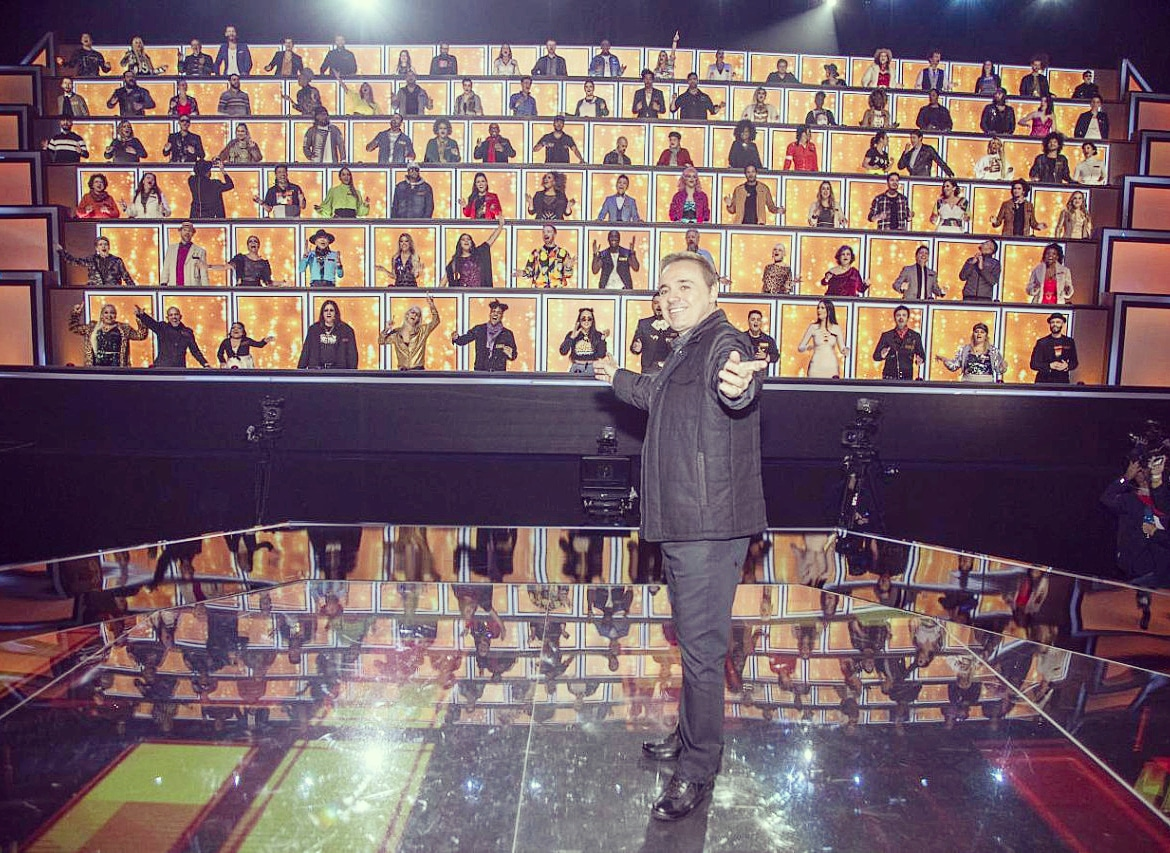
Gugu, na apresentação do Canta Comigo, em 2019.

Sua estreia na RecordTV se deu no dia 30 de agosto de 2009, com a estreia de seu programa dominical, intitulado apenas Programa do Gugu e exibido às 20h00. Em seu primeiro programa, além de erros técnicos, Gugu anunciou a presença do grupo internacional Blue Man Group e chamou seu novo programa erroneamente como Domingo Legal, o nome da atração que apresentou por mais de 15 anos no SBT. No bloco seguinte, Gugu desculpou-se pelo erro. Em maio de 2010, após sofrer com baixos índices de audiência, perdendo constantemente na Grande São Paulo, para o Programa Silvio Santos, do SBT, seu programa passou a ser exibido às 16h00, após o Tudo é Possível.
Em 6 de junho de 2013, o portal UOL noticiou que Gugu Liberato deixaria a Record. O motivo da saída do apresentador seria corte de verbas no seu programa feito antes do final do seu contrato. A Rede Record só viria a confirmar a saída do comunicado da emissora no final da tarde do dia posterior. No texto, o canal diz que “a emissora e o apresentador consideram que o período de convivência profissional foi proveitoso para ambas as partes e atingiu seus objetivos”, e “ofereceu todas as condições para que Gugu e sua equipe desempenhassem o seu trabalho”.
Gugu apresentou seu último Programa do Gugu na RecordTV em 9 de junho de 2013. Ao final da atração, agradeceu ao público, a sua equipe de produção, aos colegas da Record e a própria emissora, a qual, segundo ele "sempre me proporcionou uma excelente estrutura e a oportunidade de estar junto de vocês todos esses domingos". Mesmo após a rescisão de seu contrato, de forma acordada entre ambas as partes, Gugu manteve por mais alguns meses vínculo com o Grupo Record. Dois meses após o Programa do Gugu sair do ar no Brasil, a Record Internacional estreou o programa Gugu com Diversão, sendo exibido às quintas-feiras, sábados e domingos, até o fim de 2013 — conforme o acordo firmado entre Gugu e Record. O programa reaproveitava quadros exibidos na atração brasileira. A emissora também pagou uma multa milionária de rescisão, pela qual foi dada em pagamento um dos helicópteros Águia Dourada, marca do jornalismo da emissora.
Em 1 de julho de 2014, a RecordTV anunciou um acordo com a GGP Produções, produtora de Gugu, acabando com um ciclo de suspense feito pela mídia em torno de sua carreira. Após dois anos afastado da TV, no dia 25 de fevereiro de 2015 aconteceu a estreia do programa da primeira temporada de Gugu na Record. No ar das 21h44 à 0h22, a volta de Gugu alcançou 17 pontos de média com pico de 19 e 30% de share, ante 19 da Globo, 8 do SBT e 1 da Band. Além da excelente estreia, a atração atingiu a liderança por 1 hora e 28 minutos. No programa de estreia, o apresentador exibiu uma entrevista exclusiva com Suzane von Richthofen que, pela primeira vez, revelou detalhes do crime em que teria planejado o assassinato de seus próprios pais.
Em 22 de setembro de 2015, foi ao ar o último programa da 1.ª temporada de Gugu na RecordTV. Gugu Liberato renovou contrato com a emissora para mais uma temporada a partir de 2016 e posteriormente até 2017. Em 3 de fevereiro de 2016, foi ao ar o primeiro programa de 2016 de Gugu na Record. O programa passou a ser exibido semanalmente. A atração já não era mais por temporadas, e sim apresentada semanalmente, ao vivo, direto da sua produtora GGP, durante o ano de 2016 às quartas-feiras, no horário nobre da emissora. O programa, que além de ser semanal era ao vivo, teve um formato diferente. Em 25 de janeiro de 2017, o programa voltou com os quadros e as entrevistas, que foram exibidos em 2016. O programa voltou ao vivo e totalmente repaginado em 22 de março de 2017, quando a RecordTV anunciou mudanças e novidades da nova programação de 2017. Em 27 de dezembro de 2017, foi ao ar o último programa de 2017 de Gugu na RecordTV. O programa se despediu definitivamente, quando a emissora anunciou a demissão da equipe do programa.
No dia 18 de abril de 2018, na faixa das 22h30, logo após o Jornal da Record, o apresentador assumiu a nova temporada do programa Power Couple Brasil, que passou a ser exibido de segunda a sexta-feira. Em 18 de julho do mesmo ano, estreou um novo programa na RecordTV, o talent show Canta Comigo, exibido às quartas-feiras, às 22h30. O Canta Comigo foi o último programa a ser apresentado por Gugu, cuja segunda temporada ainda estava sendo exibida em seu falecimento, e sendo exibida até o final.
Posteriormente, em 2024, no documentário Silvio Santos: Vale Mais do que Dinheiro, Homero Salles revelou que Gugu, um mês antes do acidente que o matou, estava em negociação com Silvio Santos para retornar ao SBT.

## Outros empreendimentos

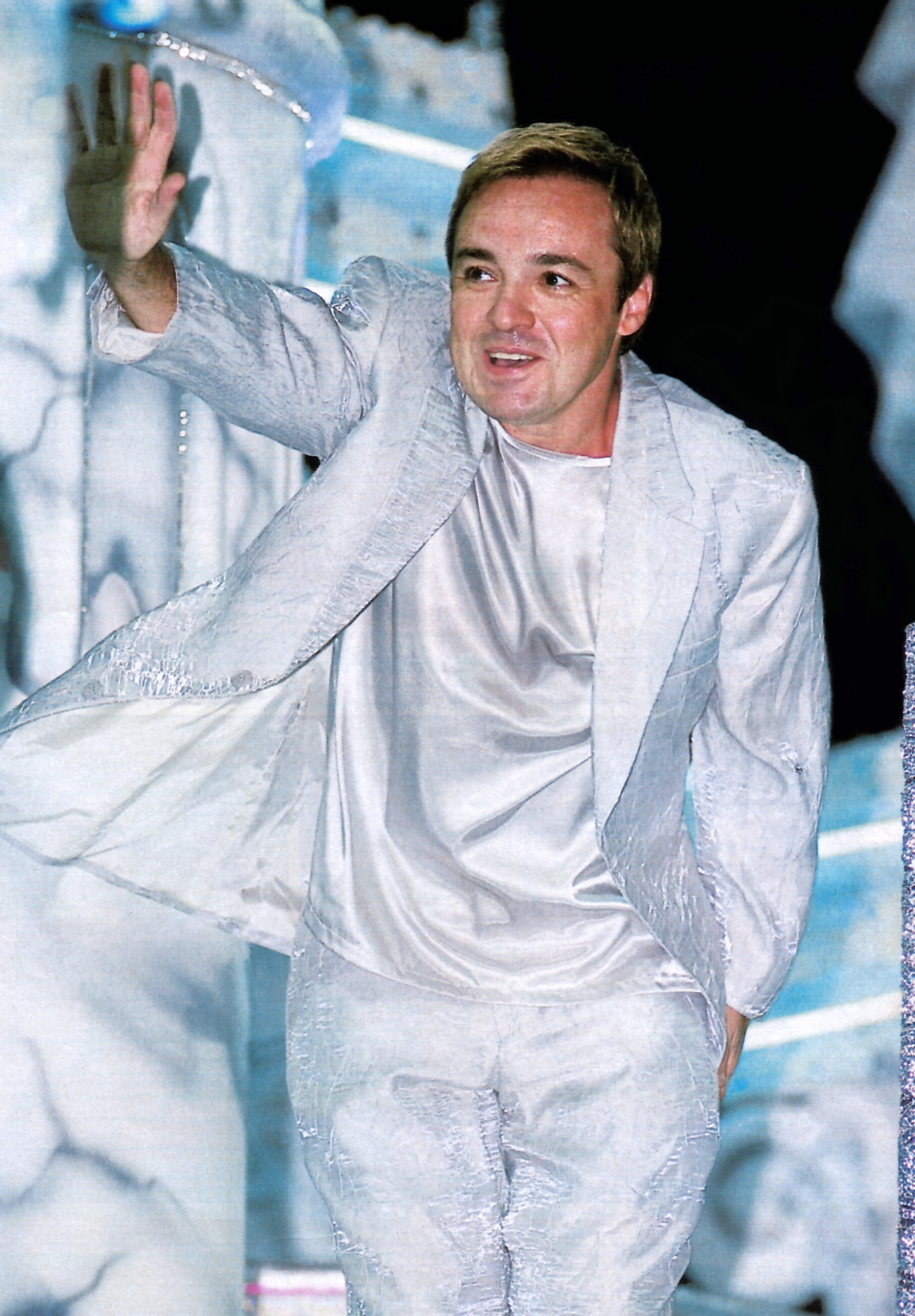
Gugu em 2001

Em 1997, Gugu associou-se a empresários de Cuiabá, Mato Grosso, para formar uma rede de televisão, sediada naquela cidade. De acordo com levantamento da repórter Elvira Lobato, da Folha de S.Paulo, o animador ficou com 49% das ações da Pantanal Som e Imagem. O caso veio a público durante a campanha presidencial de 2002, quando Gugu apresentava o programa de TV do então candidato do Partido da Social Democracia Brasileira (PSDB), José Serra.
A concessão do canal chegou a ser anulada pelo então ministro das Comunicações, Juarez Quadros. Mas, em fevereiro de 2007, após uma longa disputa judicial, Gugu conseguiu ter de volta a concessão da TV Pantanal. Pelos planos do apresentador, a emissora se tornaria um canal de notícias, segundo os moldes da emissora americana Cable News Network (CNN). Um mês após reaver a concessão da Pantanal Som e Imagem, Gugu fechou um acordo de cessão dos estúdios da produtora GGP para a produção paulista da programação da Rede JB (antiga CNT).
Também atuou no cinema, ao lado das apresentadoras infantis Xuxa e Angélica, do grupo Os Trapalhões e, na música, Gugu lançou vários LPs e CDs, incluindo um álbum de estúdio nomeado Gugu para Crianças, que já vendeu mais de 100 mil cópias no Brasil, e sendo premiado com disco de ouro pela ABPD. Gugu recebeu onze estatuetas do Troféu Imprensa em 1982 como revelação do ano,[carece de fontes?] em 1992 e 1993 como melhor programa sertanejo, entre 1996 e 2001 e em 2003 como melhor animador e em 2009 por melhor programa de auditório. Venceu também o Troféu Internet de programa de auditório em 2005. Gugu também lançou duas séries de revistas em quadrinhos. Uma pela Editora Sequência e outra pela Abril Jovem, essa última leva foi entre 1988 e 1990, com vinte gibis e quatro almanaques.

## Controvérsias

### Sensacionalismo
Nos anos 1990, o programa Domingo Legal exibia durante a tarde um quadro chamado "Banheira do Gugu", que consistia em mulheres com biquínis minúsculos que tentavam impedir homens de sunga de encontrar sabonetes dentro de uma banheira com água. Em 2000, o Ministério Público reclassificou o programa, impedindo o quadro de ser exibido.
Em fevereiro de 2015, Gugu entrevistou Suzane von Richthofen, condenada por ser mandante do assassinato de seus pais. As chamadas para que antecediam a entrevista diziam que Suzane "rompe o silêncio e faz revelações inéditas sobre o crime que chocou o Brasil". A entrevista rendeu 17 pontos de média e conquistou a liderança durante sua exibição, mas causou controvérsias.
Em 2016, Gugu Liberato abriu o túmulo de Dercy Gonçalves (1907–2008) para investigar se a atriz, morta em 2008 aos 101 anos, realmente foi enterrada de pé. Para isso, Gugu foi com sua equipe ao mausoléu em forma de pirâmide onde o corpo de Dercy foi sepultado.

#### Escândalo do PCC
Em 7 de setembro de 2003, o Domingo Legal foi palco de um grande escândalo do jornalismo nacional ao exibir uma entrevista com dois supostos integrantes da facção criminosa Primeiro Comando da Capital (PCC), dentro de um ônibus, pelo repórter Wagner Maffezoli. Os dois supostos bandidos, identificados apenas como “Alfa” e “Beta”, fizeram ameaças ao então vice-prefeito de São Paulo, Hélio Bicudo, e a três apresentadores de programas policiais: José Luiz Datena, da Rede Bandeirantes; Marcelo Rezende, que ancorava o antigo Repórter Cidadão, da RedeTV!; e o comentarista de futebol Oscar Roberto Godói (então no Cidade Alerta, da Rede Record). Os supostos integrantes do PCC também assumiram a tentativa de sequestro do padre Marcelo Rossi, fato ocorrido uma semana antes. No dia seguinte, a polícia, o Ministério Público, os apresentadores e o vice-prefeito pediram investigações sobre os supostos integrantes do PCC. Marcelo Rezende foi o primeiro a acusar a reportagem de ser forjada, logo no dia seguinte. Nos dias seguintes, intensificou-se a impressão de que tudo teria sido uma farsa, até que um comunicado do próprio PCC, divulgado pela imprensa na mesma semana, negou ter ameaçado apresentadores e o vice-prefeito, dizendo que os dois homens não eram do grupo.
Em 15 de setembro, ao ser entrevistado por Hebe Camargo, Gugu afirmou que excepcionalmente não havia visto as reportagens antes de ir ao ar, porque estava preocupado com a saúde de seu pai. No dia 17, a polícia concluiu que o vídeo havia sido falsificado, com a identificação dos falsos membros do PCC e o envolvimento da produção do Domingo Legal, por ter contratado um certo Barney para recrutar os dois homens que eram da chamada “classe baixa da sociedade”. A produção improvisou dentro do ônibus a entrevista que, segundo ex-funcionários do SBT e a polícia, foi feita no estacionamento da emissora. Barney acusou a produção e Gugu de serem mentores da fraude para prejudicá-lo.
Entre outubro e dezembro, os envolvidos, inclusive Gugu, foram depor na delegacia por causa dessa fraude. Gugu, sua produção e o SBT foram processados várias vezes (por apresentadores, pelo vice-prefeito e pela Comissão de Ética Jornalística). O escândalo prejudicou a imagem do SBT, tanto por telespectadores como por anunciantes da emissora. Isso levou também ao declínio do Domingo Legal e, consequentemente, elevou a audiência do Domingão do Faustão e do recém-lançado Pânico na TV, da RedeTV!. O processo foi encerrado e não houve condenação de nenhum envolvido, tampouco tendo havido o indiciamento de Gugu Liberato.

### Acusações de abuso sexual
Em 10 de fevereiro de 2020, foi divulgado que Gugu teria se envolvido romanticamente com Leandro Kloppel Lo Frano. Eles teriam se conhecido em 1998, quando Leandro tinha 13 anos, e teriam começado um relacionamento quando Leandro tinha 14 anos. Em 2013, Leandro teria aberto um processo contra Gugu, alegando abuso sexual e danos morais, porém teria desistido de dar continuidade ao mesmo após fechar um acordo de 1 milhão de reais.
Segundo os advogados da família de Augusto Liberato, tudo não passou de uma tentativa de extorsão feita por uma quadrilha. Gugu teria feito um acordo de indenização para encerrar o processo, que tramitava em segredo de justiça. O apresentador teria tomado providências judiciais contra a disseminação das alegações que poderiam prejudicar sua reputação, seu trabalho e sua família. À época, o escritório do professor e jurista Miguel Reale Júnior pediu ao Ministério Público a abertura de um inquérito, representando à OAB-SP contra dois advogados que integrariam a suposta quadrilha. A defesa da família de Gugu informou ainda que, em 11 de fevereiro de 2020, foi aberto um processo contra o site Diário do Centro do Mundo, que publicou no dia anterior, detalhes do processo, vazados por fonte não divulgada, solicitando também a retirada imediata da publicação, alegando ilícitos como calúnia, violação de sigilo judicial e eventual formação de quadrilha.

## Vida pessoal

### Relacionamentos e sexualidade
Em 10 de novembro de 2001, Gugu e a otorrinolaringologista Rose Mirian Souza Di Matteo tiveram um filho, João Augusto Liberato. Rose foi assistente de palco do programa Viva a Noite entre 1983 e 1985 e teve romance com o apresentador em 1994, ambos optaram por não se casar. Em 2001, Gugu e Rose recorreram a uma clínica de reprodução humana do médico Roger Abdelmassih, entretanto, a assessoria do apresentador negou que João Augusto tenha sido concebido através de inseminação artificial. No Brasil, ambos viviam em casas separadas. Em 25 de dezembro de 2003, o casal teve duas filhas gêmeas, Sofia e Marina.
Em fevereiro de 2020, o jornalista Léo Dias revelou com exclusividade que Gugu tinha um companheiro, o chefe de cozinha Thiago Salvático, que afirma ter vivido um relacionamento com o apresentador nos últimos oito anos antes de sua morte. Salvático esteve com o apresentador em viagem à China dois meses antes do acidente fatal. O rapaz também conhecia os amigos mais próximos de Gugu e participou do velório, em alguns momentos ficando ao lado de Rose Miriam, prestando homenagens no caixão.

## Morte

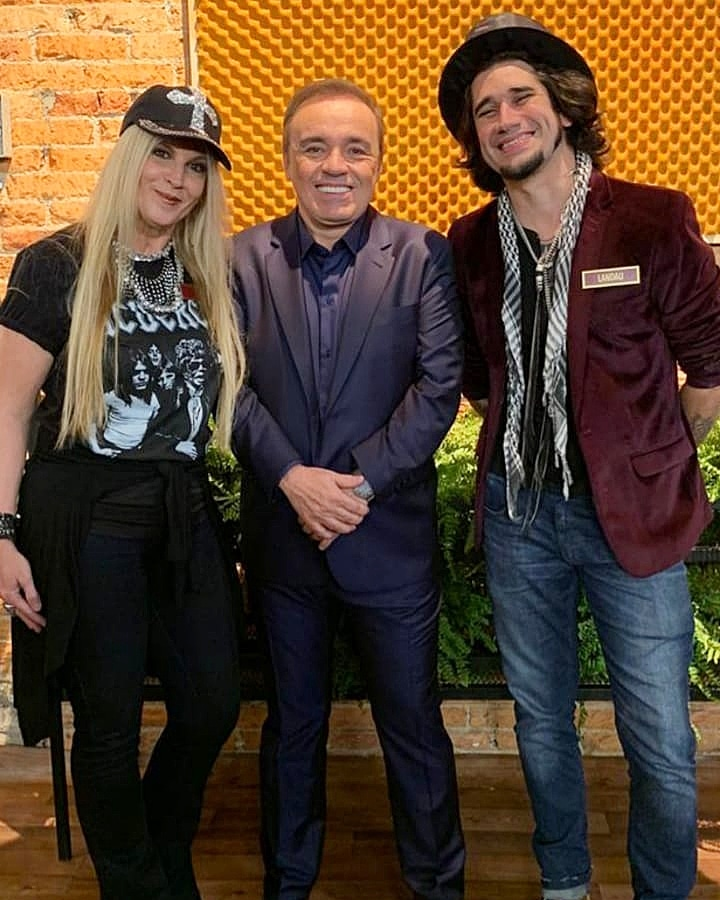
Gugu em outubro de 2019.

Em 20 de novembro de 2019, Gugu sofreu uma queda de uma altura de cerca de quatro metros do sótão de sua casa em Orlando, na Flórida, Estados Unidos, enquanto tentava trocar o filtro do seu ar-condicionado. Foi internado no hospital Orlando Health em estado grave, em coma classificado como Glasgow 3, sendo diagnosticada a morte encefálica no dia 21 de novembro. Inicialmente, a morte foi confirmada como tendo sido no dia 22 de novembro pelo neurocirurgião brasileiro Guilherme Lepski, chamado aos Estados Unidos pela família. O médico confirmou que Gugu apresentava um quadro irreversível de morte cerebral, depois de avaliar as imagens dos exames. Um mês depois, foi divulgado o laudo pericial, cuja data considerada a oficial de sua morte é 21 de novembro de 2019.
Respeitando o desejo do apresentador, a família autorizou a doação de órgãos que, segundo os médicos, beneficiariam até cinquenta pessoas. Depois dos trâmites legais para a liberação do corpo, este foi trasladado para o Brasil, chegando no aeroporto de Viracopos, em Campinas, no dia 28 de novembro. De lá, seguiu em cortejo até a Assembleia Legislativa de São Paulo (Alesp), na região central da cidade, onde teve início o velório, aberto ao público. No dia seguinte (29) pela manhã, o corpo de Gugu seguiu em cortejo em um caminhão do Corpo de Bombeiros, para ser enterrado no Cemitério Gethsêmani, na zona sul da capital paulista. O governador de São Paulo, João Dória, decretou luto oficial de três dias. Gugu vivia com a médica Rose Miriam Di Matteo, com quem teve três filhos, sendo eles João Augusto e as gêmeas Sofia e Marina.

### Disputa pela herança
Gugu Liberato deixou um testamento, em que exclui a mãe de seus filhos, Rose di Matteo, não a reconhecendo como companheira em união estável e consequentemente como uma das herdeiras de seus bens. No documento, Gugu nomeou sua irmã Aparecida Liberato como inventariante do espólio e curadora de seus filhos. Segundo ela, os três filhos do apresentador seriam os maiores beneficiários do espólio, e Rose di Matteo estaria sendo induzida a contestar o testamento, constituindo outros advogados. Em dezembro de 2019, Rose declarou à imprensa que iria de fato recorrer à Justiça para ser reconhecida como herdeira.
Ao tomar conhecimento das declarações, a família de Gugu publicou um comunicado, afirmando estarem "surpresos com a decisão de Rose" e também que não sabiam que ela estaria no Brasil para tratar desse assunto, tendo deixado os filhos nos Estados Unidos "sem a mãe ou qualquer parente, principalmente num momento como este". Em janeiro de 2020, Rose ganhou na justiça o direito a uma pensão mensal no valor de 100 mil reais. João Augusto, um dos três filhos de Rose e Gugu, registrou um boletim de ocorrência contra a mãe, alegando que fora levado por ela e um tio (irmão da mãe) à casa de um advogado para discutir a partilha da herança, com o pretexto "de que iriam visitar um amigo". Ao saber do motivo da visita, João teria ido embora. A família de Gugu Liberato recorreu da decisão judicial argumentando que eles nunca formaram um casal, sendo "apenas amigos que decidiram ter filhos juntos".
Após a morte de Gugu, o chefe de cozinha Thiago Salvático também entrou com uma ação judicial solicitando o reconhecimento da união estável com Gugu Liberato, com quem alega ter tido um relacionamento por oito anos, mas o pedido foi negado pelo juiz José Walter Chacon Cardoso, que classificou a relação dos dois como "clandestina" que pode ser considerada como "amizade". Cabe recurso da decisão.
Em agosto de 2024, a mãe dos três filhos de Gugu Liberato, Rose Miriam Di Matteo renunciou ao processo em que pedia o reconhecimento de união estável com o apresentador e 50% do patrimônio deixado por ele. A renúncia, protocolada no dia 21 de agosto, põe fim a uma disputa familiar e judicial pelo acesso de Rose a parte da herança de Gugu, estimada em 1 bilhão de reais.

## Legado
Gugu se tornou um ícone da televisão brasileira no decorrer dos anos. O portal Correio do Povo escreveu que o Domingo Legal apresentado por Gugu, "marcou gerações com quadros emblemáticos e que A Banheira do Gugu também foi um marco e até hoje é lembrada pelos fãs da atração". Fernando Morgado do Portal Comunique-se, escreveu que Gugu ampliou o espaço na TV para o jornalismo popular, ao trazer esse segmento para seu programa e que ao combinar jornalismo com entretenimento em um só programa, "Gugu Liberato instaurou o império daquilo que hoje se chama de infotainment. Tal fórmula era exceção na TV quando o ‘Domingo Legal’ começou. Hoje é regra". A crítica de televisão, Cristina Padiglione disse que "Gugu trazia para o seu auditório muitas ideias não exatamente inéditas na televisão, mas inéditas na TV brasileira" e que concorrência entre Faustão e Gugu nas tardes de domingo, "provou que cada um estava testando os limites do que era entretenimento para o público" e louvou o apresentador por sua "capacidade de persuadir o público a permanecer naquele canal, com suspenses que nem sempre eram tão extraordinários como ele anunciava".
Escrevendo para o portal UOL, a jornalista Beatriz Amendola observou sua contribuição para a popularização do gênero sertanejo no Brasil, o descrevendo como "Pai do Sertanejo Pop" comentando que "o sertanejo recebeu um impulso histórico do apresentador, que nos anos 1990 deu um palco importante para os principais representantes do gênero e assim se tornou o pai do sertanejo pop". Alguns artistas do segmento, reconheceram a importância do espaço cedido pelo apresentador para a popularização de suas obras. A cantora Roberta Miranda disse que o apresentador foi "um visionário para o mundo sertanejo". Para ela, pelo espaço dado por Gugu aos artistas da música sertaneja, "todos nós [cantores] temos que reverenciar de joelho. Devo muito a ele". O cantor Zezé Di Camargo, que faz dupla com Luciano, disse que o Viva a Noite foi o primeiro programa que ele e o irmão participaram. Ainda lembrou uma vez que eles se apresentaram ao lado dos amigos, Chitãozinho e Xororó e Leandro e Leonardo foi durante uma edição do programa, que posteriormente resultou na formação do projeto Amigos, criado pelas duplas após este acontecimento. Felipe Branco Luiz do site Rolling Stone Country, escreveu que "hoje, se o sertanejo ainda permanece altamente popular no Brasil, revelando inúmeros talentos, certamente boa parte desse sucesso deve-se a Gugu Liberato".
Liberato foi creditado por renovar o comando e a audiência dos programas de auditório da televisão brasileira. O crítico Mauricio Stycer do UOL escreveu que, ajudando a criar um jeito novo e bem brasileiro de fazer televisão, "o auge de Gugu Liberato como apresentador coincide com um período, entre os anos 1980 e meados da primeira década do século 21, em que os programas de auditório eram o principal local de lazer, a praça, do brasileiro". Ann Powers, do El País, se referiu a Liberato como o "apresentador que mudou a TV nos anos 90". Fabio Marckezini, do portal TV História, declarou que "Gugu trouxe aos domingos um jeito diferente de fazer programa de auditório: informação, diversão, tudo muito rápido e, às vezes, caótico. Ele revolucionou o modo de se fazer um programa ao vivo, e isso o levou a desbancar a Globo na audiência".

## Filmografia

### Rádio
| Ano       | Título           | Emissora      |
| --------- | ---------------- | ------------- |
| 1982–???? | Programa do Gugu | Rádio Capital |
| 1990–???? | Programa do Gugu | Rádio Record  |

### Televisão
| Ano       | Título                         | Emissora  | Função       | Notas                               |
| --------- | ------------------------------ | --------- | ------------ | ----------------------------------- |
| 1973–1986 | Programa Silvio Santos         | TV Globo  | Produtor     |                                     |
| 1976–1980 | Programa Silvio Santos         | Rede Tupi | Produtor     |                                     |
| 1976–1980 | Programa Silvio Santos         | REI       | Produtor     |                                     |
| 1981–1982 | Sessão Premiada                | SBT       | Apresentador |                                     |
| 1981–1984 | Domingo No Parque              | SBT       | Diretor      |                                     |
| 1981–1996 | Semana do Presidente           | SBT       | Editor-Chefe |                                     |
| 1982      | A Descida do Papai Noel        | SBT       | Apresentador | Especial de fim de ano              |
| 1982–1992 | Viva a Noite                   | SBT       | Apresentador |                                     |
| 1986–1988 | Parada do Dia das Crianças     | SBT       | Apresentador | Especial anual de Dias das Crianças |
| 1988      | Domingugu                      | TV Globo  | Apresentador | Programa Cancelado                  |
| 1993      | Domingugu                      | SBT       | Apresentador |                                     |
| 1988      | Roletrando                     | SBT       | Apresentador |                                     |
| 1988–1989 | Cidade contra Cidade           | SBT       | Apresentador |                                     |
| 1988–1994 | Passa ou Repassa               | SBT       | Apresentador |                                     |
| 1988–1993 | TV Animal                      | SBT       | Apresentador |                                     |
| 1989      | Adivinhe Se Puder              | SBT       | Apresentador |                                     |
| 1989–1991 | Corrida Maluca                 | SBT       | Apresentador |                                     |
| 1991–1992 | Big Domingo                    | SBT       | Apresentador |                                     |
| 1991–2002 | Sabadão (ou Sabadão Sertanejo) | SBT       | Apresentador |                                     |
| 1992      | Programa de Vídeos             | SBT       | Apresentador |                                     |
| 1992      | Super Paradão                  | SBT       | Apresentador | Especial de fim de ano              |
| 1992–1993 | Nações Unidas                  | SBT       | Apresentador |                                     |
| 1993      | Play Game                      | SBT       | Apresentador |                                     |
| 1993–2009 | Domingo Legal                  | SBT       | Apresentador |                                     |
| 1994      | Noite dos Artistas             | SBT       | Apresentador |                                     |
| 1994–1995 | Paradão Sertanejo              | SBT       | Apresentador |                                     |
| 1996      | Parque do Gugu                 | SBT       | Apresentador | Especial de fim de ano              |
| 2000      | TV Ano 50                      | TV Globo  | Apresentador | Especial de fim de ano              |
| 2002–2003 | Disco de Ouro                  | SBT       | Apresentador |                                     |
| 2009–2013 | Programa do Gugu               | RecordTV  | Apresentador |                                     |
| 2015–2017 | Gugu                           | RecordTV  | Apresentador |                                     |
| 2018–2019 | Power Couple Brasil            | RecordTV  | Apresentador |                                     |
| 2018–2019 | Canta Comigo                   | RecordTV  | Apresentador |                                     |

### Cinema
| Ano  | Título                               | Personagem       |
| ---- | ------------------------------------ | ---------------- |
| 1984 | Padre Pedro e a Revolta das Crianças | Padre Sebastião  |
| 1987 | Os Fantasmas Trapalhões              | Delegado Augusto |
| 1988 | O Casamento dos Trapalhões           | Ele mesmo        |
| 1989 | Os Trapalhões na Terra dos Monstros  | Ele mesmo        |
| 1990 | Uma Escola Atrapalhada               | Chopin Luís      |
| 1997 | O Noviço Rebelde                     | Ele mesmo        |
| 2001 | Xuxa e os Duendes                    | Rico             |

## Discografia
Singles
- 1983 - "Docinho Docinho" / "Vamos Sonhar" (compacto simples)
- 1984 - "Baile dos Passarinhos" / "Bugaloo Da-Da" (compacto simples)
- 1985 - "Fio Dental" / “Marcha da Bicharada" (compacto simples)
- 1989 - "A Dança da Galinha Azul" / "Pega o Meu Peru" (compacto simples)

Álbuns
- 1986 - Viva a Música
- 1994 - Gugu (capa do álbum com efeitos 3D - Vem Dançar Comigo)
- 1996 - Parque do Gugu
- 1998 - Gugu Cantando Com Você
- 2002 - Gugu Para Crianças